# Parochodaeus peninsularis
Parochodaeus peninsularis là một loài bọ cánh cứng trong họ Ochodaeidae. Loài này được Horn miêu tả khoa học đầu tiên năm 1895.